# Charles Illingworth
Sir Charles Frederick William Illingworth (* 8. Mai 1899 in Halifax (West Yorkshire); † 23. Februar 1991) war ein britischer Chirurg.
Illingworth studierte an der University of Edinburgh Medizin, unterbrochen von Wehrdienst als Freiwilliger und Pilot beim Royal Flying Corps im Ersten Weltkrieg ab 1917, wobei er wenige Monate in Bayern Kriegsgefangener war, nachdem er 1918 nach Frankreich kam und über der Somme abgeschossen wurde. 1922 machte er seinen Bachelor of Medicine, Bachelor of Surgery (MB MCh) Abschluss und war danach Assistent (klinischer Tutor) bei dem Chirurgen Sir David Wilkie (1882–1938) in Edinburgh, der dort eine Schule akademischer Forschung in der Chirurgie begründete. Zwei Lehrbücher, die er während dieser Zeit schrieb, verschafften ihm das Ansehen eines kommenden Mannes und Muster-Schülers von Wilkie. 1939 wurde er Regius Professor für Chirurgie an der Universität Glasgow. 1964 ging er an der Universität in den Ruhestand.
Er war zu seiner Zeit einer der angesehensten britischen Chirurgen und baute die medizinische Fakultät an der Universität Glasgow zu einer der führenden in Großbritannien aus. Er zog vielversprechende junge Ärzte nach Glasgow und unterstützte, obwohl er selbst als Wissenschaftler nicht hervorgetreten ist, die durch die moderne Biochemie beförderte medizinische Forschung. 1961 bis 1965 hatte er den Ehrentitel Honorary Surgeon to the Queen in Scotland. Illingworth wurde 1946 als Commander des Order of the British Empire ausgezeichnet und wurde 1961 als Knight Bachelor geadelt. 1963 erhielt er die Lister-Medaille. Seit 1940 war er Fellow der Royal Society of Edinburgh.
Er ist der Gründer der gemeinnützigen Stiftung Tenovus Scotland in Glasgow, die medizinische Forschung in Schottland unterstützt. Zu seinen Ehren ist der Illingworth Preis der Universität Glasgow benannt, der seit 1964 jährlich auf Empfehlung des jeweiligen Regius Professors  verliehen wird.
Im Ruhestand schrieb er zwei Biographien, The Story of William Hunter und University Statesman: Sir Hector Hetherington.

## Schriften
- Short Textbook of Surgery, 9. Auflage, bearbeitet unter Herausgeberschaft von William Burnett u. a., Edinburgh, Churchill Livingstone 1972
- The Story of William Hunter, Edinburgh, London, E. und S. Livingstone 1967
- mit Bruce M. Dick: Textbook of Surgical Pathology, 12. Auflage, Edinburgh/New York, Churchill Livingstone 1979
- University Statesman: Sir Hector Hetherington, Glasgow, George Outram and Co., 1971
- Herausgeber: Textbook of surgical treatment, including operative surgery, Edinburgh, E. and S. Livingstone 1943
- mit J. M. Mackintosh, R. J. Peters: Scottish Hospital Survey. The Western Region, Edinburgh, H. M. Stationery Office 1946